# Paramesonchium seriale
Paramesonchium seriale är en rundmaskart som först beskrevs av Christian Wieser 1954.  Paramesonchium seriale ingår i släktet Paramesonchium och familjen Comesomatidae. Inga underarter finns listade i Catalogue of Life.